# Cymodocella pustulata
Cymodocella pustulata là một loài chân đều trong họ Sphaeromatidae. Loài này được miêu tả khoa học năm bởi Barnard.